# Markus Bärtschiger
Markus Bärtschiger (* 1962) ist ein Schweizer Politiker der Sozialdemokratischen Partei (SP) und Ökonom. Seit 2017 ist er Zürcher Kantonsrat und Stadtpräsident von Schlieren.

## Biografie
Bärtschiger war von 1997 bis 2009 Gemeinderat (Legislative) der Gemeinde Schlieren. 2009 wurde er in den Stadtrat (Exekutive) gewählt, wo er die Leitung der Baudirektion übernahm.
Als Stadtrat war er involviert in die Linienführung der Limmattalbahn, die Zürich und Baden mit einem Tram verbinden soll und deren Strecke durch Schlieren führt. Bärtschiger ist unter anderem dafür verantwortlich, dass die nach Schlieren verlängerte Tramlinie 2 der 1. Etappe der Limmattalbahn nach Schlieren Geissweid fährt.
Bärtschiger ist Präsident des Verwaltungsrats und der Delegiertenversammlung des Spitalverbundes Limmattal.
Bärtschiger wurde 2017 in den Zürcher Kantonsrat im Wahlkreis Dietikon gewählt und ist im Kantonsrat Mitglied der Sozialdemokratischen Fraktion. Von 2017 bis 2019 war er Mitglied der Finanzkommission. Seit 2019 ist er Mitglied der Kommission für Energie, Verkehr und Umwelt. Seit 2017 ist Bärtschiger Stadtpräsident der Stadt Schlieren. 2022 wurde er als Stadtpräsident und 2023 als Kantonsrat wiedergewählt.
Bärtschiger lebt mit seiner Partnerin in Schlieren.